# Meeting Areva 2016
Meeting de Paris 2016 byl lehkoatletický mítink, který se konal 27. srpna 2016 ve francouzském městě Paříž. Byl součástí série mítinků Diamantová liga.

## Výsledky
- Archiv výsledků zde [1]

### Muži
| Disciplína            | 1. místo                 | 2. místo                  | 3. místo                 |
| Běh na 100 m          | Ben-Youssef Meïté 9,96   | Akani Simbine 10,00       | Churandy Martina 10,01   |
| Běh na 800 m          | Alfred Kipketer 1:42,87  | Taoufik Makhloufi 1:42,98 | Jonathan Kitilit 1:43,05 |
| Běh na 3000 m         | Yomif Kejelcha 7:28,19   | Abdalaati Iguider 7:30,09 | Hagos Gebrhiwet 7:30,45  |
| Běh na 400 m překážek | Nicholas Bett 48,01      | Kerron Clement 48,19      | Yasmani Copello 48,24    |
| Trojskok              | Chris Carter 16,92 m     | Alexis Copello 16,90 m    | John Murillo 16,90 m     |
| Skok o tyči           | Renaud Lavillenie 593 cm | Sam Kendricks 581 cm      | Jan Kudlička 571 cm      |
| Vrh koulí             | Tomas Walsh 22,00 m      | Ryan Crouser 21,99 m      | Kurt Roberts 20,78 m     |
| Hod oštěpem           | Jakub Vadlejch 88,02 m   | Julian Weber 87,39 m      | Thomas Röhler 84,16 m    |

### Ženy
| Disciplína             | 1. místo                   | 2. místo                           | 3. místo                  |
| Běh na 200 m           | Dafne Schippersová 22,13   | Desiree Henry 22,46                | Jenna Prandini 22,48      |
| Běh na 400 m           | Natasha Hastings 50,06     | Stephenie Ann McPherson 50,33      | Christine Day 50,75       |
| Běh na 1500 m          | Laura Muirová 3:55,22      | Faith Kipyegonová 3:56,72          | Sifan Hassanová 3:57,13   |
| Běh na 100 m překážek  | Kendra Harrisonová 12,44   | Dawn Harperová-Nelsonová 12,65     | Cindy Ofili 12,66         |
| Běh na 3000 m překážek | Ruth Jebetová 8:52,78      | Hyvin Kyiengová 9:01,96            | Emma Coburnová 9:10,19    |
| Skok daleký            | Ivana Španovićová 690 cm   | Lorraine Ugen 680 cm               | Ksenija Baltaová 675 cm   |
| Skok do výšky          | Ruth Beitiaová 198 cm      | Levern Spencerová 196 cm           | Alessia Trostová 193 cm   |
| Hod diskem             | Sandra Perkovićová 67,62 m | Mélina Robertová-Michonová 64,36 m | Denia Caballerová 61,98 m |